# Monroe (Wisconsin)
Monroe is een plaats (city) in de Amerikaanse staat Wisconsin, en valt bestuurlijk gezien onder Green County.

## Demografie
Bij de volkstelling in 2000 werd het aantal inwoners vastgesteld op 10.843. In 2006 is het aantal inwoners door het United States Census Bureau geschat op 10.599, een daling van 244 (-2,3%).

## Geografie
Volgens het United States Census Bureau beslaat de plaats een oppervlakte van 11,2 km², geheel bestaande uit land. Monroe ligt op ongeveer 276 m boven zeeniveau.

## Plaatsen in de nabije omgeving
De onderstaande figuur toont nabijgelegen plaatsen in een straal van 20 km rond Monroe.

## Geboren
- Joe Dodge (1922-2004), jazzdrummer